# Вексиллум
Вексиллум (лат. vexillum — знамя, штандарт) — военный полевой штандарт, знамя древнеримской манипулы (ветеранов, рекрутов и так далее) или отряда конницы (турмы). 

## История
Вексиллум состоял из четырехугольного куска ткани, висящего на перекладине древка и часто содержал номер и название части, имя императора и так далее. Его носил специальный солдат-знаменосец вексиллярий. У полководца в руках был отдельный вексиллум красного цвета.
Вексиллум в сочетании с христограммой назывался «лабарум».
Единственный дошедший до нас вексиллум был обнаружен в Египте незадолго до 1911 года и сейчас хранится в Государственном музее изобразительных искусств имени А. С. Пушкина. Данный вексиллум датируется II — III веками нашей эры. На нём изображена (нарисована краской) богиня победы на сфере. Материал вексиллума — лён. Четырёхугольный кусок полотна, размером — 53 на 51 сантиметр, нашит на камышовую палочку. Штандарт описывается как римский, и имеет инвентарный № ИГ-4242. I.1.а 5800.